# Rosey (Haute-Saône)
Rosey é uma comuna francesa na região administrativa de Borgonha-Franco-Condado, no departamento de Alto Sona. Estende-se por uma área de 14,64 km². Em 2010 a comuna tinha 264 habitantes (densidade: 18 hab./km²).